# Bərdə
Bardà (in azeri Bərdə, o Bärdä, in arabo بردع‎?, Bardaʿ) è la capitale della regione omonima, in Azerbaigian.
Antica capitale dell'Albania caucasica, ha conosciuto un netto declino dopo le invasioni arabe.
Nel 2008 contava 40.122 abitanti.
È situata sul fiume Tartar.